# Pesaro
Pesaro là một đô thị trong vùng the Marche, tỉnh lỵ của tỉnh Pesaro và Urbino, bên bờ Adriatic. Theo điều tra năm 2007, thành phố này có 92.206 dân.
Các ngành kinh tế chính là: ngư nghiệp, đồ gỗ và du lịch.
Thành phố được lập vào thời La Mã cổ đại, năm 184 trước Công nguyên với tên Pisaurum.

## Nhân vật nổi tiếng
- Gioachino Antonio Rossini
- Massimo Ambrosini

## Thành phố kết nghĩa
| - Rovinj, Croatia - Nanterre, Pháp - Ljubljana, Slovenia - Watford, Anh quốc | - Tần Hoàng Đảo, Trung Quốc - Rafah, dải Gaza - Keita, Niger |